# Buerbreen
Buerbræerne, det vil sige Øvre Buerbreen og Nedre Buerbreen, er to isbræer der er udløbere af Folgefonna. De ligger i Odda kommune i Vestland fylke i Norge. Buerbræerne strækker sig østover fra Folgefonna og ned mod Buerdalen. Floden Buerelvi fører smeltevandet fra Buerbræerne gennem Buerdalen til Sandvinvatnet. Buerbræen rykkede frem omkring 1930, men trak sig derefter tilbage. Bræen havde et nyt fremstød i 1990'erne, men har siden 1997 trukket sig tilbage igen. Årlig frontpositionændring måles af Norges vassdrags- og energidirektorat.